# Calendar (servicio de Microsoft)
Calendar (anteriormente Windows Live Calendar, Windows Live Hotmail Calendar y Hotmail Calendar) es una aplicación web de administración de actividades de Microsoft. Calendar admite archivos de iCalendar para que los usuarios importar las entradas de calendario en sus calendarios.

## Características
Calendar ofrece una interfaz similar a la aplicación de escritorio de Windows. Similar a Hotmail, la interfaz está desarrollada con tecnología AJAX que permite a los usuarios ver, agregar y eventos al calendario, arrastrar y colocar desde una fecha a otra sin volver a cargar la página. Cuenta con modos de vista diaria, semanal, mensual y del programa. También incluye una función de lista de tareas para los usuarios para hacer un seguimiento de sus tareas para completarse.
Calendario de eventos se almacena en línea y puede verse desde cualquier ubicación. Varios calendarios pueden ser creados y compartidos, permitiendo que los diferentes niveles de permisos para cada usuario. Los usuarios son capaces de compartir su Calendar a través de tres métodos diferentes:
Calendar se almacenan en línea y puede ser visto desde cualquier lugar, se pueden crear y compartir múltiples calendarios, otorgando diferentes niveles de permisos para cada usuario.
- Compartir tu calendario con familiares y amigos, decide si pueden agregar, editar o sólo ver los eventos de tu calendario. Deberán iniciar sesión con una Microsoft account.

- Enviar a tus amigos un vínculo de sólo lectura a tu calendario , Envía a tus amigos una dirección URL privada por correo electrónico. Sólo podrán ver el calendario pero no necesitarán una cuenta de Microsoft. Para mantener la privacidad de tu calendario, pídeles que no compartan la dirección URL.

- Hacer público este calendario, Exponer un vínculo público para que cualquier persona pueda buscar y ver el calendario en línea.

Calendar permite a los usuarios suscribirse a alertas para eventos del calendario para visualizando las próximas actividades del calendario a través del correo electrónico, SMS o Windows Live Messenger. También el nuevo Windows Live Mail incorpora un modo de calendario que permite automáticamente sincronizar con Hotmail Calendar.

## Historia
En junio de 2006, inicialmente se informó de que Windows Live Calendar contaría con invitaciones de iCalendar, uso compartido de calendario, tareas y notas, RSS de apoyo, sincronización de datos del calendario y características de una interfaz de usuario nueva y simplificada.
Windows Live Calendar informó de que han entrado una pre-beta (dogfood) pruebas dentro de Microsoft el 17 de agosto de 2007. varios meses más tarde, Windows Live Calendar beta fue lanzado para pruebas públicas el 5 de noviembre de 2007.
El 20 de junio de 2008, fue publicada una actualización para Windows Live Calendar que automáticamente agrega cumpleaños de Windows Live Contact, así como los días festivos de calendario de Chile, China, Francia, Alemania, Hong Kong, India, Indonesia, Corea, Malasia, Filipinas, España, Rusia, Taiwán, Tailandia, Singapur, Estados Unidos y Reino Unido. Ahora también se admiten suscripciones iCal. También de interés es el usuario cambios en la interfaz con la capacidad para tener derecho haga clic en opciones y adicionales impresión puntos de vista. el 18 de septiembre de 2008, Windows Live Calendar fue actualizado para la liberación de Wave 3, con nuevas funciones de lista de tareas pendientes, nuevo diseño e integración con Windows Live Mail Calendar.